# Cosby (Missouri)
Pour les articles homonymes, voir Cosby.
Le village de Cosby est situé dans le comté d'Andrew, dans l’État du Missouri, aux États-Unis. Sa population s’élevait à 124 habitants lors du recensement des États-Unis de 2010, estimée à 125 habitants en 2016.

## Histoire
Le village a été fondé à la fin des années 1870 et déplacé d’environ un kilomètre en 1885 vers un autre site quand le chemin de fer a été prolongé jusqu’à cet endroit Le village a été nommé d’après Cosby Miller, l’enfant d’un des premiers habitants. Cosby dispose d’un bureau de poste depuis 1879.

## Source de la traduction
- (en) Cet article est partiellement ou en totalité issu de l’article de Wikipédia en anglais intitulé « Cosby, Missouri » (voir la liste des auteurs).